# Космологическое уравнение состояния
Космологическое уравнение состояния (уравнение состояния космологической модели) — зависимость давления от плотности энергии определённой среды. В космологии принимают, что давление {\displaystyle P} зависит линейно от плотности энергии {\displaystyle \varepsilon }: {\displaystyle P=w\varepsilon \,.} Уравнение состояния определяет, как со временем происходит расширение Вселенной и изменение плотности энергии самой среды. Для нерелятивисткого вещества безразмерные коэффициент пропорциональности {\displaystyle w_{m}=0\,,} для излучения и релятивистских частиц {\displaystyle w_{r}=1/3\,.} Среда с уравнением состояния, для которого {\displaystyle w<-1/3} приводит к ускорению расширения Вселенной и называется тёмной энергией; наиболее общепринятым вариантом тёмной энергии является космологическая постоянная с {\displaystyle w_{\Lambda }=-1\,.}

## Описание
Уравнения состояния в общем виде могут иметь сложный вид, но поскольку космология обычно имеет дело с разреженными средами, то зависимость давления {\displaystyle P} от плотности энергии {\displaystyle \varepsilon } представляют в линейном виде: {\displaystyle P=w\varepsilon }, где {\displaystyle w} ― безразмерная величина.
Уравнение состояния различных сред во Вселенной и их плотность — параметры, от которых зависит расширение Вселенной. Его можно описать следующими уравнениями:
Уравнение Фридмана:
{\displaystyle \left({\frac {\dot {a}}{a}}\right)^{2}={\frac {8\pi G}{3c^{2}}}\varepsilon -{\frac {\kappa c^{2}}{R^{2}a^{2}}}}
Закон сохранения:
{\displaystyle {\dot {\varepsilon }}+3{\frac {\dot {a}}{a}}(\varepsilon +P)=0}
Уравнение ускорения:
{\displaystyle {\frac {\ddot {a}}{a}}=-{\frac {4\pi G}{3c^{2}}}(\varepsilon +3P)}
Третье уравнение выводится из первых двух, так что в этой системе два независимых уравнения. В этих уравнениях {\displaystyle a} — масштабный коэффициент ― величина, описывающая расширение или сжатие Вселенной, {\displaystyle G} — гравитационная постоянная, {\displaystyle c} — скорость света, {\displaystyle \kappa } — кривизна Вселенной (принимает значения {\displaystyle 0} для плоского пространства, {\displaystyle +1} для пространства с положительной кривизной и {\displaystyle -1} с отрицательной), {\displaystyle R} ― радиус кривизны Вселенной. Точка или две точки над символом означает, соответственно, производную по времени или производную второго порядка по времени.
В этих уравнениях три неизвестных функции от времени: {\displaystyle a(t)}, {\displaystyle \varepsilon (t)}, {\displaystyle P(t)}. Уравнение состояния даёт связь между двумя последними неизвестными, что позволяет решить систему уравнений. От его типа зависит вид решения. Например, у сред с различными коэффициентами {\displaystyle w} плотность энергии при расширении Вселенной меняется по-разному: из закона сохранения можно получить соотношение {\displaystyle \varepsilon \propto a^{-3-3w}\,.} При этом среды с различными уравнениями состояния могут сосуществовать одновременно: если между ними не происходит обмен энергией, то при расширении Вселенной плотность энергии каждой из сред меняется независимо от остальных. Для Вселенной с нулевой кривизной, содержащей только среду с определённым уравнением состояния, функция {\displaystyle a(t)} также будет зависеть от {\displaystyle w}:
{\displaystyle a(t)=\left({\frac {t}{t_{0}}}\right)^{\frac {2}{3+3w}},}
где {\displaystyle t_{0}} — возраст Вселенной в данный момент. Для такой однокомпонентной Вселенной возраст можно выразить через {\displaystyle w} и постоянную Хаббла {\displaystyle H_{0}={\dot {a}}/a} в момент {\displaystyle t_{0}}:
{\displaystyle t_{0}={\frac {2}{3(1+w)}}H_{0}^{-1}\,.}
В этом же случае плотность энергии меняется со временем как {\displaystyle \varepsilon (t)=(t/t_{0})^{-2}\,,} независимо от {\displaystyle w}. Приведённые формулы справедливы для {\displaystyle w\neq -1}.
Можно рассмотреть обычное нерелятивистское вещество. Давление в нём пренебрежимо мало по сравнению с плотностью энергии (см. ниже), так что {\displaystyle w=0}. Если вся Вселенная состоит из обычного вещества, то при расширении Вселенной и росте {\displaystyle a} плотность энергии такого вещества уменьшается, как следует из закона сохранения. Уравнение ускорения показывает, что {\displaystyle {\ddot {a}}/a<0\,,} то есть, расширение Вселенной замедляется — это можно упрощённо интерпретировать как простое следствие гравитационного взаимодействия, которое замедляет разлёт частиц. Если же представить {\textstyle w<-1/3}, то это будет означать, что при положительной плотности энергии, наоборот, Вселенная расширяется ускоренно ― это случай тёмной энергии (см. ниже).

## Уравнения состояния различных сред

Сценарии дальнейшего развития Вселенной в зависимости от плотности материи и космологической постоянной. Разноцветные закрашенные области обозначают ограничения на параметры, задаваемые различными наблюдательными данными: реальная величина параметров должна находиться на их пересечении или поблизости

### Материя
В качестве примера можно рассмотреть разреженный газ, состоящий из нерелятивистских частиц. Уравнение состояния идеального газа обычно записывают в следующем виде:
{\displaystyle P={\frac {\rho }{\mu }}kT,}
где {\displaystyle \rho } — массовая плотность, {\displaystyle \mu } — молярная масса газа, {\displaystyle k} — постоянная Больцмана, {\displaystyle T} — температура. Чтобы перейти к выражению давления через плотность энергии, нужно учесть, что у нерелятивистского газа энергия практически равна энергии покоя, так что {\displaystyle \varepsilon \approx \rho c^{2}\,.} Тогда можно записать:
{\displaystyle P\approx {\frac {kT}{\mu c^{2}}}\varepsilon \,.}
Поскольку газ нерелятивистский, то для среднеквадратичной скорости его частиц {\displaystyle \langle v^{2}\rangle } верно соотношение {\displaystyle 3kT=\mu \langle v^{2}\rangle }, где предполагается {\displaystyle \langle v^{2}\rangle \ll c^{2}\,.} Уравнение состояния можно привести к виду {\displaystyle P=w_{m}\varepsilon \,,} где:
{\displaystyle w_{m}\approx {\frac {\langle v^{2}\rangle }{3c^{2}}}\ll 1\,.}
Таким образом, для нерелятивистского вещества можно считать {\displaystyle w_{m}=0\,.} Среду с таким уравнением состояния в космологии принято называть холодной материей, либо просто материей, противопоставляя ей излучение (см. ниже). К ней относится не только нерелятивистское барионное вещество, сейчас составляющее 4,8 % критической плотности Вселенной, но и холодная тёмная материя — принятый в стандартной модели ΛCDM вид тёмной материи, которая составляет 26 % критической плотности и имеет неизвестную природу.
Для частично релятивистского вещества, у которого {\displaystyle 0<\langle v^{2}\rangle <c^{2}\,,} {\displaystyle w} будет находиться в диапазоне от 0 до 1/3.

### Излучение
Уравнение состояния для фотонов, а также для релятивистского газа записывается в виде:
{\displaystyle P\approx {\frac {1}{3}}\varepsilon \,.}
Соответственно, {\displaystyle w_{r}=1/3\,.} Среду с таким уравнением состояния в космологии принято называть горячей материей, либо излучением. В современной Вселенной плотность излучения очень мала: фотоны, в основном относящиеся к реликтовому излучению, составляют 5,4⋅10−5 критической плотности, а релятивистские нейтрино ― 3,6⋅10−5 критической плотности. Из-за такого уравнения состояния плотность излучения убывает с расширением Вселенной как {\displaystyle \varepsilon _{r}\propto a^{-4}\,,} что быстрее, чем убывание плотности материи как {\displaystyle \varepsilon _{m}\propto a^{-3}\,.} Плотности материи и излучения были равны, когда Вселенной было 50 миллионов лет ― сейчас её возраст составляет 13,7 миллиардов лет.
Более быстрый спад плотности энергии излучения при расширении Вселенной можно интерпретировать следующим образом. Концентрация {\displaystyle n} и для фотонов, и для нерелятивистских частиц меняется с масштабным коэффициентом как {\displaystyle n\propto a^{-3}\,.} Для нерелятивистских частиц, энергия которых практически полностью обусловлена энергией покоя, такую же пропорциональность имеет и плотность энергии. Энергию фотона {\displaystyle E} можно выразить через его длину волны {\displaystyle \lambda }: {\displaystyle E=hc/\lambda \,,} где {\displaystyle h} — постоянная Планка. Поскольку длина волны фотона увеличивается вместе с расширением Вселенной — {\displaystyle \lambda \propto a}, то для фотонов {\displaystyle \varepsilon _{r}=nE=n(hc/\lambda )\propto a^{-3}a^{-1}=a^{-4}}.

### Кривизна пространства
Кривизну пространства также можно представить в виде составляющей Вселенной и использовать плотность кривизны в уравнениях, описывающих расширение Вселенной. Для кривизны {\displaystyle w_{K}=-1/3} и {\displaystyle \varepsilon _{K}\propto a^{-2}\,.} Плотность кривизны точно определяется через радиус кривизны:
{\displaystyle \varepsilon _{K}=-{\frac {3}{8\pi Ga^{2}R^{2}}}\,.}
Наблюдения показывают, что наша Вселенная практически плоская, с радиусом кривизны гораздо большим, чем радиус горизонта, и плотность кривизны считают нулевой.

### Тёмная энергия
Различные среды с уравнениями состояния, для которых {\displaystyle w<-1/3}, называют тёмной энергией. Особенность такого уравнения состояния в том, что при положительной плотности тёмной энергии уравнение ускорения даёт {\displaystyle {\ddot {a}}/a>0\,,} что означает ускоренное расширение Вселенной. Тёмная энергия имеет неизвестную природу, но поскольку ускоренное расширение Вселенной наблюдается в действительности, тёмная энергия — необходимая составляющая Вселенной.
Наиболее общепринятый вариант тёмной энергии — космологическая постоянная (лямбда-член) с {\displaystyle w_{\Lambda }=-1\,.} При таком уравнении состояния плотность тёмной энергии остаётся постоянной при расширении Вселенной, поэтому космологическую постоянную также интерпретируют как энергию вакуума. Плоская Вселенная, в которой доминирует космологическая постоянная, будет расширяться экспоненциально: {\displaystyle a(t)=e^{H_{0}(t-t_{0})}}.
В модели ΛCDM используется именно этот вид тёмной энергии, её плотность составляет 69 % критической плотности. В возрасте Вселенной в 10,2 миллиарда лет доли материи и космологической постоянной во Вселенной были равны. Кроме того, космологическая постоянная — исторически первый рассмотренный вид тёмной энергии: первоначально Альберт Эйнштейн ввёл его для построения модели стационарной Вселенной в 1917 году.
Тем не менее, не исключены и другие уравнения состояния тёмной энергии. Например, возможный вариант тёмной энергии с {\displaystyle w<-1} называется фантомной энергией — при расширении её плотность энергии возрастает. Если в расширяющейся Вселенной присутствует фантомная энергия, то её плотность рано или поздно будет превышать плотность энергии любых гравитационно связанных систем и других тел, что приведёт к их разрушению, а масштабный коэффициент достигнет бесконечности за конечное время — это сценарий Большого разрыва.
Также не исключена и возможность того, что {\displaystyle w} тёмной энергии меняется со временем — подобный вид тёмной энергии называют квинтэссенцией.